# Vijf concertino's voor blaaskwintet
Vijf concertino’s voor blaaskwintet is een compositie van Colin Matthews uit 1989 /1990. Matthews heeft gedurende zijn compositietijd nog maar weinig concertos geschreven. Anno 2009 staan er slechts drie op de lijst; twee celloconcerten en zijn hoornconcert. In een eerder stadium componeerde hij echter dit werk voor officieel een blaaskwint (dwarsfluit, hobo, klarinet, fagot en hoorn), maar in de praktijk een blaasseptet met de volgende verdeling:
- piccolo en altdwarsfluit
- hobo
- es-klarinet en basklarinet
- fagot en
- hoorn

De aantal in kwintet slaat dus hier op de musici.
Per deel speelt een van de stemmen een concertino, een klein concerto, waarbij wordt gevarieerd tussen het benadrukken van de verschillen tussen de muziekinstrumenten en de overeenkomsten. De verschillen vallen direct op, doch in het deel dat bestempeld kan worden als concertino voor fagot ligt de nadruk op de overeenkomsten.

## Delen
- Quasi improvisando; gewijd aan de hobo; muzikaal is de naam improvisando onmogelijk voor een blaaskwintet met maar vijf stemmen; de hobo kan nauwelijks improviseren als de andere stemmen gebonden zijn aan hun partij; vandaar quasi;
- Molto vivo is gewijd aan de basklarinet; hier zit het "probleem" in het feit dat laaggestemde muziekinstrumenten moeilijk aanspreken; een basklarinettist die vivo moet spelen moet alle zeilen bijzetten; het deel wemelt van de arpeggios, normaal voor harp en piano; hier voor basklarinet, waarbij de vingers de kleppen moeten bedienen;
- Molto meccanico is gewijd aan de fagot; zoals gezegd speelt het ensemble hier samen met de solist; het is een concertje in marstempo, dus strak in het ritme, waarbij de fagot commentaar levert (de fagot staat in de muziek soms voor algemeen anoniem gemopper);
- Calmo is gewijd aan de piccolo; in tegenstelling tot deel 2 is de piccolo het uitgelezen instrument om druk en beweeglijk te zijn; hier is echter een partij, die voornamelijk is geschreven op het lage register van het instrument en alles is geschreven in pianissimo (uiterst zacht);
- Agitato is gewijd aan de hoorn; als enig koper instrument tussen de houtblazers, valt het instrument vaak op; dat is in dit deel niet de bedoeling; het begin klinkt alsof de vier overige leden een solo hebben en de hoorn alleen maar tot begeleiding dient, doch de hoorn wordt meegesleept in het steeds technischer wordende deel om uiteindelijke samen met de andere instrumenten even virtuoos te eindigen.

## Bron en discografie
- Uitgave NMC Recordings 149: Hafner Blaas Ensemble.